# Столбова, Фелисата Константиновна
Фелисата (Фелициада) Константиновна Столбова (29 октября 1928—25 февраля 2008) — доярка колхоза «Сибирь» Ялуторовского района Тюменской области Герой Социалистического Труда (22.03.1966).

## Биография
Родилась 29 октября 1928 года  на территории Исетского района Тюменского округа Уральской (ныне – Тюменской) области, в семье крестьянина. Русская. Отец был конюхом, мама- разнорабочей, росли трое детей.
В Великую Отечественную войну в 1942 году начала трудовую деятельность телятницей на ферме местного колхоза «Сибирь» (центральная усадьба – село Красново) Исетского района. Вскоре Фелисата Константиновна перешла работать дояркой на молочнотоварную ферму (МТФ), где за короткий период стала высококлассным специалистом ручной дойки. Постоянно находилась в числе передовиков сельхозпроизводства, а в 1965 году признана лучшей дояркой Ялуторовского (в 1963–1966 годах) района.
Указом Президиума Верховного Совета СССР от 22 марта 1966 года за достигнутые успехи в развитии животноводства, увеличении производства и заготовок мяса, молока, яиц, шерсти и другой продукции Столбовой Фелисате Константиновне присвоено звание Героя Социалистического Труда с вручением ордена Ленина и золотой медали «Серп и Молот».
Когда в 1966 году Красновская МТФ перешла на машинную дойку, Ф. К. Столбова одной из первых освоила работу на агрегате. Она продолжала лидировать среди доярок колхоза по надоям молока и в 1970 году приняла участие в Выставке достижений народного хозяйства (ВДНХ) СССР.
Скончалась 25 февраля 2008 года. Похоронена на кладбище села Красново Исетского района.

## Награды
- Золотая медаль «Серп и Молот» (22.03.1966)
- Орден Ленина (22.03.1966).
- Медаль «В ознаменование 100-летия со дня рождения Владимира Ильича Ленина» (6 апреля 1970)
- Медаль «Ветеран труда»
- Медаль «За трудовую доблесть»
- медалями ВДНХ СССР:серебряной  медалью ВДНХ СССР (1970)[2].

## Память
- В 1964 года занесена в Книгу Почёта Ялуторовского района,
- в 1967 году занесена в Книгу Почёта Исетского района.
- Экспозиция о Герое есть в Исетском народном краеведческоммузее имени А.Л.Емельянова (Тюменская область) [3].